# Jayata
 Jayata est considéré par la tradition du bouddhisme Zen comme son vingtième patriarche.